# Tony DeBlois
Anthony Thomas "Tony" DeBlois (22 de enero de 1974) es un ciego estadounidense autista savant y músico.

## Biografía
De Tony DeBlois nació ciego el 22 de enero de 1974. Comenzó a tocar el piano a la edad de dos años. DeBlois primero estudió en la Escuela Perkins para Ciegos, pero en 1989 fue galardonado con una beca de verano en Berklee College of Music en Boston, Massachusetts. Más tarde fue admitido como estudiante de tiempo completo y se graduó magna cum laude en 1996.
DeBlois se especializa en jazz, pero puede reproducir casi cualquier otro tipo de música. Él toca 20 instrumentos musicales y ha ofrecido conciertos en todo el mundo, pero también tiene su propia banda, Goodnuf. Y, puede tocar cerca de 8.000 piezas de memoria.